# Tomáš Kóňa
Tomáš Kóňa est un footballeur international slovaque né le 1er mars 1984 à Nitra.

## Palmarès
- Coupe de Slovaquie : 2017